# Биктимировка (Саратовская область)
Биктимировка — село в Воскресенском районе Саратовской области России. Входит в состав сельского поселения Воскресенское муниципальное образование.

## География
Располагается на берегу реки Мокрая Берёзовка в 13 км северо-западнее от районного центра Воскресенское.

## Население
| 2002 | 2010 |
| ---- | ---- |
| 185  | ↘172 |

### Историческая численность населения
В 2007 году в селе числилось избирателей 150 человек. В 2012 году учтено 206 жителей, в том числе безработных 83, пенсионеров 61.

## Инфраструктура
Личное подсобное хозяйство с зоной сельскохозяйственного использования, индивидуальная застройка усадебного типа.
Основа экономики — сельское хозяйство.

## Транспорт
Остановка общественного транспорта «Биктимировка». 